# Bisdom Romblon
Het bisdom Romblon (Latijn: Dioecesis Rombloniensis) is een rooms-katholiek bisdom met als zetel Romblon, op de Filipijnen. Het omvat de provincie Romblon. Het bisdom is suffragaan aan het aartsbisdom Capiz. 

## Geschiedenis
Het bisdom werd opgericht op 19 december 1974, uit delen van het bisdom Capiz en het apostolisch vicariaat Calapan, en was suffragaan aan het aartsbisdom Jaro. Op 17 januari 1976 veranderde het van kerkprovincie en werd suffragaan aan het nieuwe verheven aartsbisdom Capiz. 

## Parochies
Het bisdom had in 2022 een oppervlakte van 1.567 km2 en telde 574.170 inwoners waarvan 81,4% rooms-katholiek was.

## Bisschoppen
- Nicolas Mollenedo Mondejar (19 december 1974 - 21 november 1987)
- Vicente Salgado y Garrucho (30 mei 1988 - 30 januari 1997)
- Arturo Mandin Bastes (3 juli 1997 - 25 juli 2002)
- Jose Corazon Tumbagahan Tala-oc (11 juni 2003 - 25 mei 2011)
- Narciso Villaver Abellana (15 oktober 2013 - heden)

## Galerij van afbeeldingen

Wapen van het bisdom

Capiz (aartsbisdom) · Kalibo · Romblon